# Jellico
Jellico – miasto w Stanach Zjednoczonych, w stanie Tennessee, w hrabstwie Campbell.